# Tranebergs IP
Der Tranebergs Idrottsplats (deutsch Traneberg-Sportplatz) war ein Fußballstadion im Bezirk Bromma der schwedischen Hauptstadt Stockholm, im Westen der Stadt. Es war von 1911 bis 1935 die Heimspielstätte des Fußballvereins Djurgårdens IF und wurde im Rahmen der Olympischen Sommerspiele 1912 für das Fußballturnier genutzt.

## Geschichte
Das im Vorfeld der Olympischen Spiele 1912 erbaute Anlage wurde im Oktober 1911 eröffnet. Bei der Eröffnung waren der seinerzeitige Kronprinz und spätere König Gustav VI. Adolf sowie der bedeutende Sportfunktionär Viktor Balck zugegen. Das Eröffnungsspiel gewann der Djurgårdens IF vor 1659 Zuschauern mit 3:1 gegen den Lokalrivalen AIK Solna. Im folgenden Jahr wurde olympischer Fußball auf der Anlage gespielt. Im regulären Turnier besiegte Finnland zunächst Italien mit 3:2 und anschließend Russland mit 2:1, in der Trostrunde trafen Österreich und Norwegen (1:0) aufeinander. Im selben Jahr war das Stadion Austragungsort des Final-Hinspiels um die Svenska Mästerskapet, Djurgårdens IF spielte ebenso wie im Rückspiel gegen den Rekordmeister Örgryte IS Remis und gewann den ersten schwedischen Meistertitel der Vereinsgeschichte letztlich auf neutralem Boden im Råsunda IP.
Nach dem olympischen Fußballturnier bestritt der Djurgårdens IF weiterhin hauptsächlich im Tranebergs IP seine Heimspiele, wich aber für publikumsträchtige Partien ins Olympiastadion der Stadt aus. Insbesondere die Heimspiele in der Allsvenskan fanden zunehmend im größeren Stadion statt. Nach Auslaufen des 25 Jahre geltenden Pachtvertrages zog die Mannschaft 1935 endgültig um.
An der Stelle des vormaligen Sportplatzes ist heute ein Stadtpark unter dem Namen Traneberg Fritidspark zu finden.